# Las Vegas Quicksilvers
Las Vegas Quicksilvers is een voormalige Amerikaanse voetbalclub uit Las Vegas. De club werd opgericht in 1977 en later dat jaar opgeheven. Het thuisstadion van de club was het Sam Boyd Stadium, dat plaats bood aan 36.800 toeschouwers.

## Geschiedenis
Las Vegas Quicksilvers ontstond in 1977 doordat de franchise van San Diego Jaws verkocht werd. De nieuwe eigenaren namen de franchise mee naar Las Vegas en stichtten daar een nieuw team.
De club speelde een seizoen in de North American Soccer League. Daarin werd geen aansprekend resultaat behaald.
Na het seizoen in 1977 verhuisde de club terug naar San Diego, waar verder werd gespeeld onder de naam San Diego Sockers.

## Bekende spelers
- Eusébio